# Брейер, Джим
Джеймс В. «Джим» Брейер — американский венчурный капиталист, партнёр фонда Accel Partners, президент Accel Management Company и основатель/CEO Breyer Capital.

## Образование
Брейер закончил Стэнфордский университет со степенью бакалавра наук. Затем работал в качестве консультанта в McKinsey & Company, в Нью-Йорке. Позже получил степень MBA в Гарвардском университете с отличием Baker Scholar (получают 5 % лучших студентов).

## Карьера
Брейер состоит в совете директоров Wal-Mart Stores, Inc, где является председателем комитета стратегического планирования. Находился в совете директоров Marvel Entertainment до её приобретения Disney, где был председателем комитета стратегического планирования и финансов. Также состоит в совете директоров Dell Inc., является миноритарным акционером Boston Celtics, управляющим Stanford Engineering Venture Fund, членом различных комитетов Всемирного экономического форума, членом Lead Director Network. В декабре 2005 года Брейеру была присвоена почётная степень профессора академии Yuelu (англ. Yuelu Academy) университета Hunan (англ. Hunan University), Китай.
Ранее Брейер состоял в таких организациях, фондах и школах, как National Venture Capital Association (англ. National Venture Capital Association) в качестве управляющего, в должности президента в Western Association of Venture Capitalists, члена совета Associates в Гарвардской школе бизнеса, Pacific Community Ventures, программы Stanford Technology Ventures, Technet (англ. TechNet), доверенного лица в Музее современного искусства Сан-Франциско и Menlo School (англ. Menlo School), также является бывшим управляющим исследовательского центра Гарвардской школы бизнеса, бывший председатель комитета выпускников Стэнфордского университета.
В апреле 2011 и мае 2012 года Forbes поместил его на первую строчку «Списка Мидаса» (список самых успешных инвесторов), а в августе 2010 года журнал Fortune назвал Брейера одним из умнейших людей в технологиях и инвестировании в них. 2 сентября 2011 года было анонсировано, что Брейер номинирован в совет директоров News Corporation. В октябре 2011 года он был выбран в совет директоров News Corporation 98 процентами голосов акционеров.